# William Bainbridge
William Bainbridge (7. května 1774 – 27. července 1833) byl komodor Námořnictva spojených států amerických. Během své dlouhé kariéry velel několika významným lodím, včetně USS Constitution, a bojoval v Berberských válkách a britsko-americké válce. Velel lodi USS Philadelphia, když uvázla na pobřeží u Tripolisu v Severní Africe, což vyústilo v jeho zajetí a věznění po mnoho měsíců. Ke konci své kariéry se stal komisařem amerického námořnictva. Na jeho počest bylo po něm pojmenováno několik amerických lodí, včetně prvního amerického torpédoborce.

## Dětství
Narodil se v Princetonu ve státě New Jersey jako nejstarší syn dr. Absaloma Bainbridge a Mary Taylorové. Jeho otec byl za americké války za nezávislost loajalista, sloužil jako chirurg v britské armádě a byl odsouzen za velezradu státem New Jersey. William měl dva bratry: Josepha, který se také stal námořním kapitánem, a Johna T., a sestru Mary. Byl vychováván svým dědem z matčiny strany Johnem Taylorem v Middletonu poté, co jeho otec odešel roku 1783 do Velké Británie a matka zůstala v USA kvůli chatrnému zdraví.

## Před službou v námořnictvu
U lodí začal na řece Delaware. V roce 1792 sloužil na malé obchodní lodi Cantor. Po svém návratu z Brazílie se v roce 1796 dostal na obchodní loď Hope. Při své čtvrté plavbě, když Hope kotvila v ústí řeky Garonny v Bordeaux, zažehnal vzpouru, když se sám postavil 7 námořníkům. Přitom byl těžce raněn, málem zemřel. Za svou odvahu a jako uznání jeho navigačních a námořnických dovedností byl jmenován kapitánem této lodi ve věku 19 let.
Po opuštění Francie se plavil po Karibiku. Když se nacházel v přístavu St. Johns, Hope se setkala s britským škunerem, který ji vyzval, aby zastavila. To Bainbridge neudělal a škuner zahájil palbu. Bainbridge ji opětoval a s pouhými dvěma bočními děly způsobil britské lodi tolik škody, že ta se raději vzdala.

## Americké námořnictvo

### Americko-francouzská válka
Se znovuzaložením amerického námořnictva v roce 1798 se stal součástí námořnického důstojnického sboru a v září téhož roku byl jmenován velícím poručíkem škuneru USS Retaliation. Měl za úkol spolu s USS Norfolk (kapitán Williams) a USS Montezuma (kapitán Murray) hlídkovat v Západní Indii. Dne 20. listopadu 1798 narazil Bainbridge na dvě francouzské fregaty (44dělová Le Volontier a 40dělová l'Insurgente), které považoval za britské lodě, a proto se k nim bez obav přiblížil. Poté se byl nucen vzdát bez odporu. Spolu s posádkou byl vzat na Le Volontier. Retaliation se stala první lodí amerického námořnictva, která se kdy vzdala. Bainbridge za tento čin nebyl nijak potrestán. V březnu 1799 se stal hlavním velitelem Norfolku a opět vyrazil proti Francouzům.

### První berberská válka

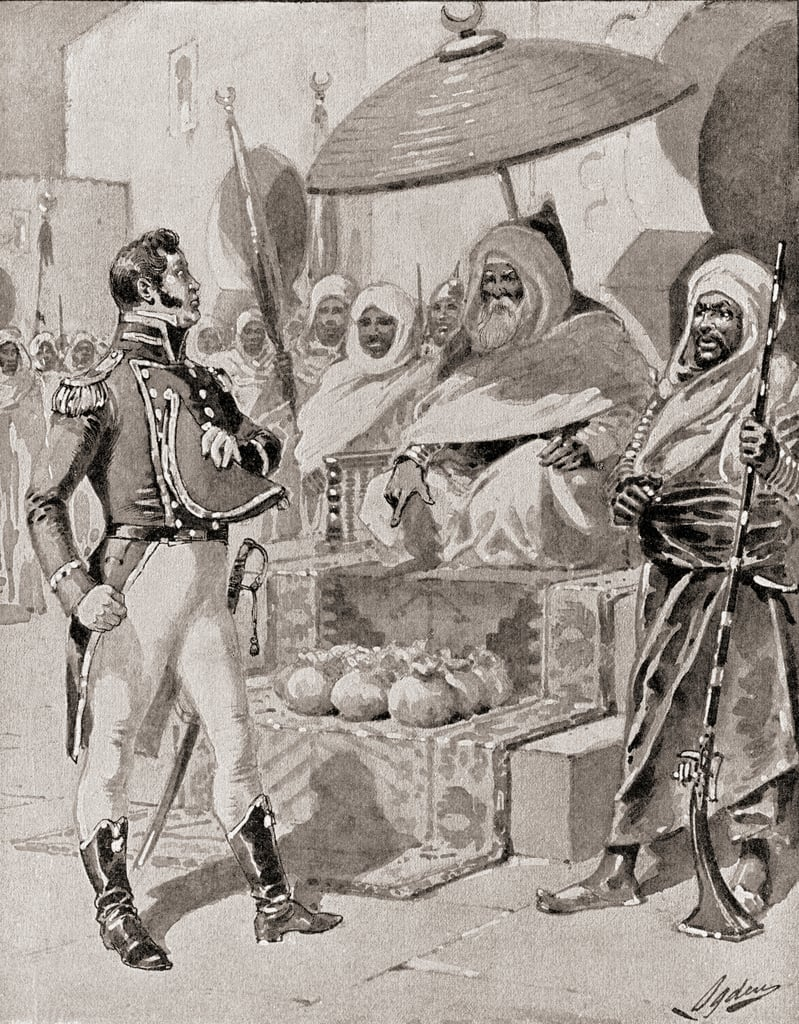
Kapitán Bainbridge platí tribut bejovi.

V roce 1800, měsíce před začátkem první berberské války, dostal Bainbridge potupný úkol, kdy měl přepravit americký tribut alžírskému beji. Američané beji platili kvůli ochraně svých lodí před berberskými piráty ve Středomoří. Se svou 24dělovou lodí USS George Washington dorazil do Alžíru a nechal se přístavním lodivodem dovést přímo pod děla pevnosti strážící přístav. Poté po něm bej požadoval, aby se svou lodí přepravil alžírského vyslance a dary do Istanbulu a aby při tom použil alžírskou vlajku. Pod hrozbou pevnostních děl a bejových lodí Bainbridge neochotně souhlasil kvůli strachu ze zajetí, vyvěsil alžírskou vlajku a dopravil dary do osmanského hlavního města.
Prezident Thomas Jefferson po této události dospěl k přesvědčení, že podplácení pirátů berberských států nezabírá a že je nutné k ochraně amerických lodí použít sílu. Dne 21. května 1803 byl Bainbridge jmenován velitelem USS Philadelphia a pověřen blokádou severoafrického přístavu Tripolis. Bainbridge 21. října 1803 omylem navedl loď na útes, nezanesený na mapách. Všechny pokusy vyprostit loď pod pět hodin trvající palbou tripolských dělových člunů a pobřežních baterií selhaly a proto se rozhodl vzdát. Nařídil hodit do vody všechny ruční zbraně, zatopit skladiště střelného prachu a zničit signalizační knihy. Brzy poté se loď díky vysokému přílivu uvolnila a byla zajata tripolským pašou. Bainbridge byl spolu s posádkou vězněn v Tripolisu 19 měsíců.

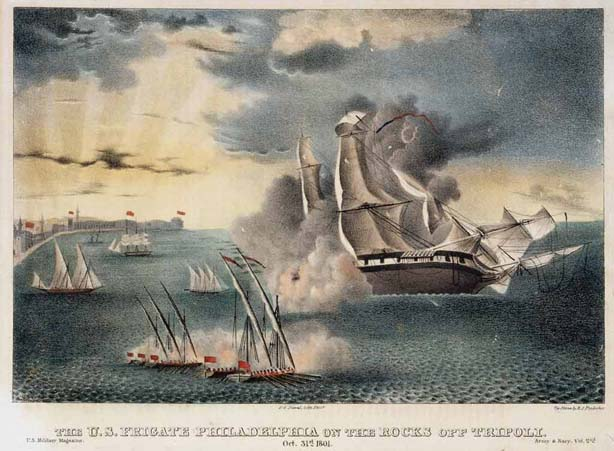
USS Philadelphia uvízlá na útesu, ostřelovaná tripolskými loděmi.

Philadelphia byla zničena 16. února 1804 během výpadu poručíka Stephena Decatura a jeho USS Intrepid. Američané díky pozemní akci Williama Eatona obsadili město Dernu a paša raději uzavřel v červnu 1805 mír. Bainbridge byl osvobozen 3. června téhož roku a vrátil se do Spojených států. Námořní vyšetřovací soud neshledal na jeho kapitulaci žádné známky špatného vedení a tak mohl pokračovat ve službě. Po svém propuštění se načas vrátil k obchodnímu loďstvu. Po porážce berberských států byla síla amerického loďstva opět zredukována. Stále vzrůstající možnost konfliktu s Velkou Británii Bainbridge zneklidňovala a proto se roku 1809 spolu s komodorem Stewartem vydal do Washingtonu, kde u prezidenta Jeffersona a Kongresu požadoval opětovné posílení námořnictva. Jejich rada byla přijata a Kongres změnil svou politiku vůči námořnictvu. Bainbridge se pak vrátil do Bostonu a převzal vedení loděnic v Charlestonu. Již v září 1809 převzal velení nad fregatou USS President, se kterou hlídkoval u pobřeží Atlantiku. V červnu 1810 byl převelen ke službě na souši.

### Britsko-americká válka
Dne 15. září 1812, krátce po vypuknutí britsko-americké války, byl jmenován velitelem 44dělové fregaty USS Constitution, kde nahradil kapitána Isaaca Hulla. Constitution, která již za války stihla zajmout HMS Guerriere, se vydala křižovat do jižního Atlantiku.

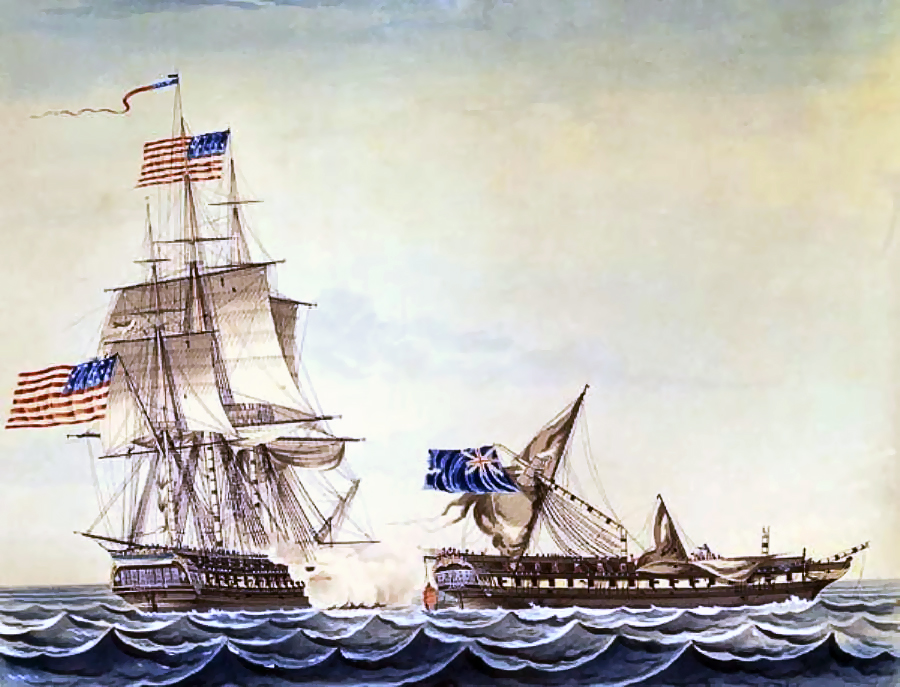
USS Constitution poráží HMS Java.

Dne 29. prosince 1812 narazil na 38dělovou HMS Java pod velením kapitána Henryho Lamberta nedaleko pobřeží Brazílie. Java byla na cestě do Východní Indie, kam převážela nově jmenovaného generálporučíka Hislopa, a také se zásilkou depeší pro Svatou Helenu, Mys Dobré naděje a každý britský přístav v Indickém oceánu, Jihočínském moři, Východočínském moři. Java měla nezkušenou posádku o 400 mužích s několika vycvičenými námořníky a pouze s jednodenním dělostřeleckým cvičením. Na palubě se nacházelo dalších 400 mužů, důstojníků a námořníků pro britskou flotilu ve Východní Indii. Naproti tomu Constitution měla velmi kvalitní posádku s perfektním dělostřeleckým výcvikem.
Java byla prakticky rozstřílena, z jejího plachtoví nezůstalo nic a musela kapitulovat. Constitution utrpěla jen malé škody, náhodným zásahem bylo zničeno její kormidlo. Bainbridge byl během boje dvakrát raněn, ale dále velel, dokonce nahradil chybějící kormidlo tím z Javy před tím, než se potopila. Posádka britské lodi byla zajata a samotná loď, kvůli jejímu těžkému poškození a značné vzdálenosti od amerických přístavů, byla zapálena a potopena. Dne 3. března 1813 udělil prezident James Madison Bainbridgeovi Zlatou medaili Kongresu za jeho zásluhy na palubě Constitution.

### Druhá berberská válka

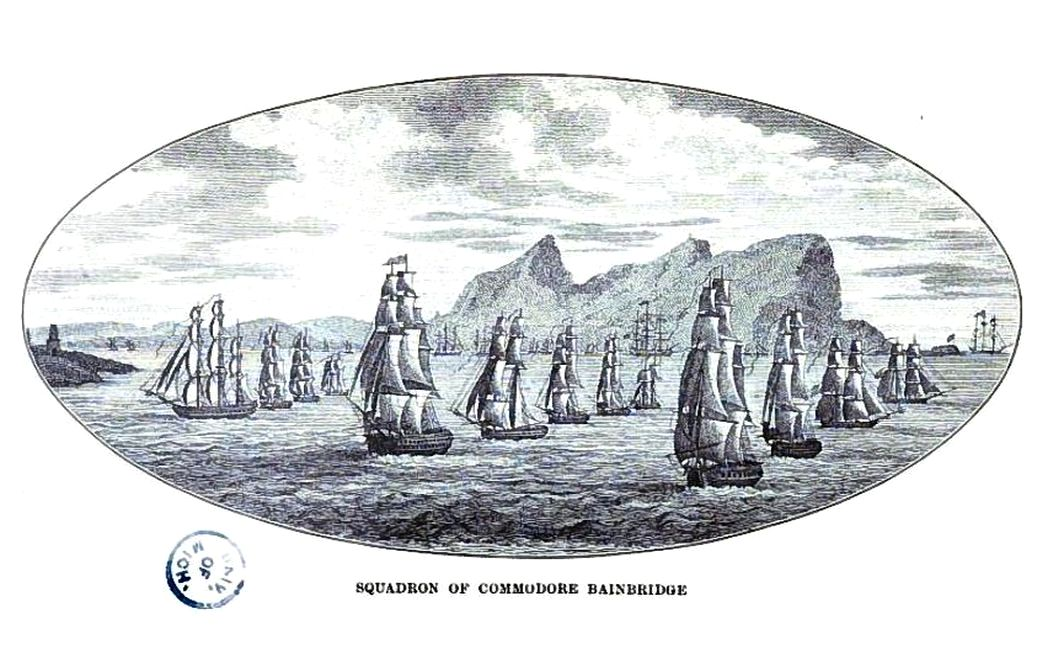
Eskadra komodora Bainbridge před Alžírem.

Po uzavření války s Velkou Británií se Spojené státy roku 1815 zapojily do druhé berberské války. Dne 3. března 1815 posvětil Kongres vyslání námořních sil proti Alžírsku, k útoku byly připraveny dvě eskadry. Bainbridge získal velení nad jednou z nich, jejímiž úkoly bylo provedení blokády Alžíru, projekce dosahu amerických námořních sil a odhodlání a vynucení neutrality a míru, který byl zaveden Stephena Decatura a Williama Shalera. Válka skončila ještě téhož roku, když se alžírský bej zřekl poplatků placených mu Američany za „ochranu“ jejich lodí.

## Pozdější život
V roce 1820 byl Bainbridge sekundantem Stephenu Decaturovi v jeho souboji s Jamesem Barronem, ve kterém Decatur zahynul. Decaturova žena, spolu s mnohými historiky, věřila, že Bainbridge choval proti jejímu slavnějšímu manželovi dlouhodobou zášť a že zařídil onen souboj, ve kterém by bylo zranění nebo smrt účastníka velmi pravděpodobné.
V letech 1824 až 1827 sloužil ve Výboru námořních komisařů. Zemřel ve Filadelfii a byl zde pohřben na hřbitově Christ Church.